# 诺基亚5500 Sport
Nokia 5500 Sport（或称Nokia 5500）为诺基亚于2006年8月所推出的S60运动型智能手机。
1. ↑  .   [2021-09-04]. （原始内容存档于2014-12-28）.